# Matthias Abele von und zu Lilienberg
Matthias Abele von und zu Lilienberg (* 17. Februar 1616 oder 1618 in Steyr; † 14. November 1677 ebenda) war ein österreichischer Jurist und Schriftsteller.

## Leben
Abele war der Sohn eines geadelten Hofkammersekretärs und der Bruder des Juristen Christoph Ignaz Abele von und zu Lilienberg. Ursprünglich kam die Familie aus Schwaben und ließ sich 1547 in der Steiermark nieder.
Abele studierte in Graz Philosophie, wechselte aber später an die Universität Wien, um Rechte zu studieren. Er schloss sein Studium mit der Promotion zum Dr. jur. ab. Der Hof würdigte diesen erfolgreichen Studienabschluss mit der Ernennung zum Comes palatinus.
In den Jahren 1641 bis 1643 war Abele am Stadtgericht Wien tätig. 1644 wechselte er als Jurist in die Regierung von Niederösterreich. Zwei Jahre später wurde er zum Stadtschreiber von Krems und Stein gewählt.
1648 wurde er Sekretär der Innerberger Eisengewerkschaft in Steyr. In den darauffolgenden Jahren war er öfters mit diplomatischen Aufträgen nach Wien, Graz, Prag und Pressburg unterwegs. 1658 erfolgte seine Ernennung zum Obersekretär der Eisengewerkschaft.
Schon 1652 wurde Abele durch Fürst Ludwig I. von Anhalt-Köthen in die Fruchtbringende Gesellschaft aufgenommen. Er verlieh ihm den Gesellschaftsnamen Der Entscheidende und das Motto Was streitig ist. Als Emblem wurden Abele die Stechdörner zugedacht. Im Gesellschaftsbuch der Gesellschaft findet sich Abeles Eintrag unter der Nr. 585.
Mit dem Dekret vom 5. November 1665 zeichnete Kaiser Leopold I. Abele mit dem Titel von und zu Lilienberg, Erbherr auf Hacking aus.
Den Höhepunkt seiner Laufbahn erfuhr Abele 1671 mit der Ernennung zum kaiserlichen Rat und Hofhistoriographen.

## Werke
- Metamorphosis […] Erster (- Vierter und letzter) Theil Seltzamer-Gerichts-Händel. Linz 1651–1654 u.ö.
- Asmodaei, Teufflischen Anklagers, bey dem Göttlichen Gericht, Wider ein arme, jhme mit Leib vnd Blut, verschriebene Seel, abgeführtes Rechts-Proceßl. Linz [1658].
- Artliche Gerichts-Verfahrung zwischen den armen Bawern und Weinhawern oder Weinzierl, deß Dorffs Limmelsöckh […]. Linz 1659.
- Zwey Wunderseltzambe Gerichts-Verfahrung […]. [Linz] 1666 (Zusammenfassung von Asmodaei und Artliche Gerichts-Verfahrung).
- Vivat Unordnung! Das ist: Wunder-Seltzame […] Begebenheiten. 5 Tle.  Sulzbach und Nürnberg 1669–1675.
- Wunderseltzame Geschicht deß grossen Abissini, Königs der Mohren. Sulzbach 1672. Übersetzung von Adam Contzen: Methodus doctrinae civilis. Köln 1628.